# Ingo Meß
Ingo Meß (auch Ingo Mess; * 1974 in Hamburg) ist ein deutscher Synchronsprecher, Schauspieler, Drehbuchautor und Produzent.

## Leben
Meß wurde in Hamburg geboren und machte seine Ausbildung von 1999 bis 2002 am Hamburger Schauspiel-Studio Frese. Bekannt wurde Meß durch seine Tätigkeit als Off-Sprecher bei Game One, Game Two und Rocket Beans TV. In einigen Game-Two-Episoden ist er auch wiederholt in Einspielern vor der Kamera zu sehen, so z. B. im Beitrag zu Assassin’s Creed Shadows in der Game Two Episode Nummer 369.
Meß ist Schauspieler, Drehbuchautor und Produzent der Serie Mayfeld & Bloomkamp. Aufgrund seiner norddeutschen Wurzeln beherrscht er den Hamburger und ostfriesischen Dialekt.
Seit dem 9. Juli 2024 moderiert er zusammen mit Daniel Budiman den Podcast "Schöne Dinge".